# Charles de Bouillé
Pour les articles homonymes, voir de Bouillé.
Charles de Bouillé (Saint-Parize-le-Châtel, 30 août 1816 - Saint-Honoré-les-Bains, 8 juillet 1889) est un homme politique et agriculteur français.

## Biographie

### Vie privée
Il est le fils de Claude François Amour Albert de Bouillé et de Rosalie Pierrette Adélaïde de Forestier.

### Vie publique
Vice-président de la Société des agriculteurs de France, il devient, le 8 février 1871, représentant du département de la Nièvre à l'Assemblée nationale. Il siège à la droite monarchiste, s'inscrit à la réunion des Réservoirs, et s'occupe surtout d'intérêts agricoles. On lui doit le projet de création d'un Institut agronomique.
Au Sénat, où le département de la Nièvre l'envoie le 30 janvier 1876, le comte de Bouillé vote de même avec les conservateurs.

## Famille
Il épouse, le 21 septembre 1852, Angélique Alix du Crozet (1827-1905), fille de Joseph Marie Charles Adrien de Crozet et de Gabrielle Louise de Saint-Étienne de Borne-Saint-Sernin. Ils ont quatre enfants :
- Amour Pierre Adrien Raoul de Bouillé, comte de Bouillé (22 mars 1854 - 28 juin 1936) épouse Marie Aimée du Bouys de Pravier, dont descendance ;
- Marie Françoise Charlotte de Bouillé (22 mars 1854 - 1928), célibataire, sans enfants ;
- Amour François Albert de Bouillé, comte de Bouillé (5 juillet 1855 - 1er janvier 1933) épouse Marie Élisabeth Sidonie Camille d'Avesgo de Coulonges (1er mars 1857 - ?), dont descendance ;
- Zoé Françoise Éliane de Bouillé (13 septembre 1856 - 19 janvier 1949) épouse Pierre Edgard de Chargères (5 septembre 1855 - 29 août 1889), dont descendance.

## Distinctions

### Décorations françaises
- Officier de la Légion d'honneur (décret du 8 août 1867)[1].
  -  Chevalier de la Légion d'honneur (décret du 19 août 1856)